# Марк Нопфлър
Марк Фройдер Нопфлър (на английски: Mark Freuder Knopfler) е британски китарист, вокалист, композитор, автор на текстове, продуцент. Той е основател и лидер на една от най-нашумелите рок групи на 80-те години на 20 век – Дайър Стрейтс. В самостоятелната си кариера има многобройни участия с други известни музиканти и певци, както и десетина албума, за които получава 3 награди Грами през 1986 и 1991.

## Самостоятелни албуми
- Local Hero (1983, филмова музика)
- Cal (1984, филмова музика)
- Comfort and Joy (1984, филмова музика)
- The Princess Bride (1987, филмова музика)
- Last Exit to Brooklyn (1989, филмова музика)
- Screenplaying (1993, филмова музика)
- Golden Heart (1996)
- Metroland (1998, филмова музика)
- Wag the Dog (1998, филмова музика)
- Sailing to Philadelphia (2000)
- A Shot at Glory (2001, филмова музика)
- The Ragpicker's Dream (2002)
- Shangri-La (2004)
- One Take Radio Sessions (2005)
- The Trawlerman's Song EP (2005)
- The Best of Dire Straits & Mark Knopfler: Private Investigations (2005)
- Kill to Get Crimson (2007)
- Get Lucky (2009)
- Privateering (2012)
- Tracker (2015)
- Down the Road Wherever (2018)
- One Deep River (2024)